# Список умерших в 1356 году

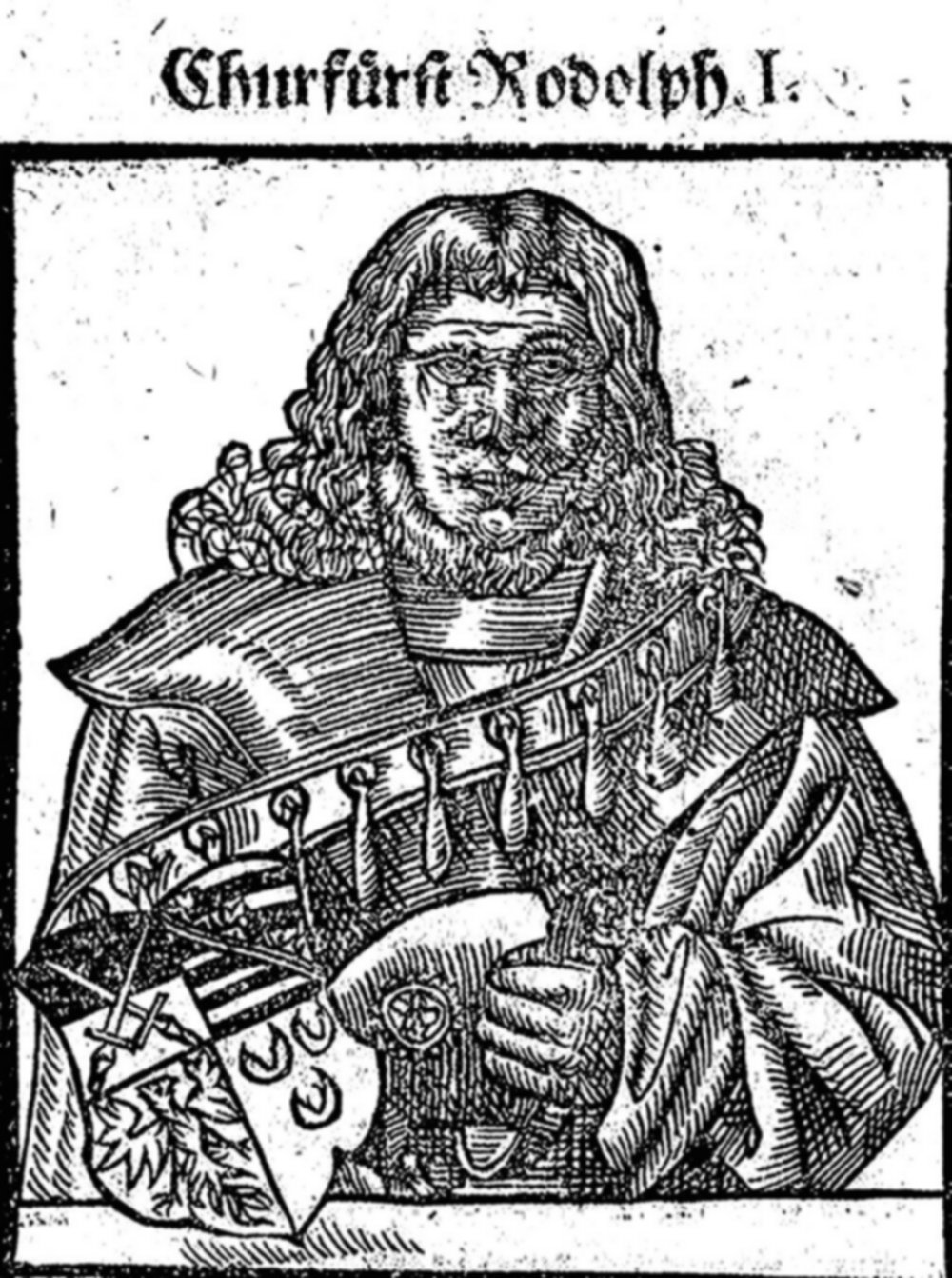
Рудольф I

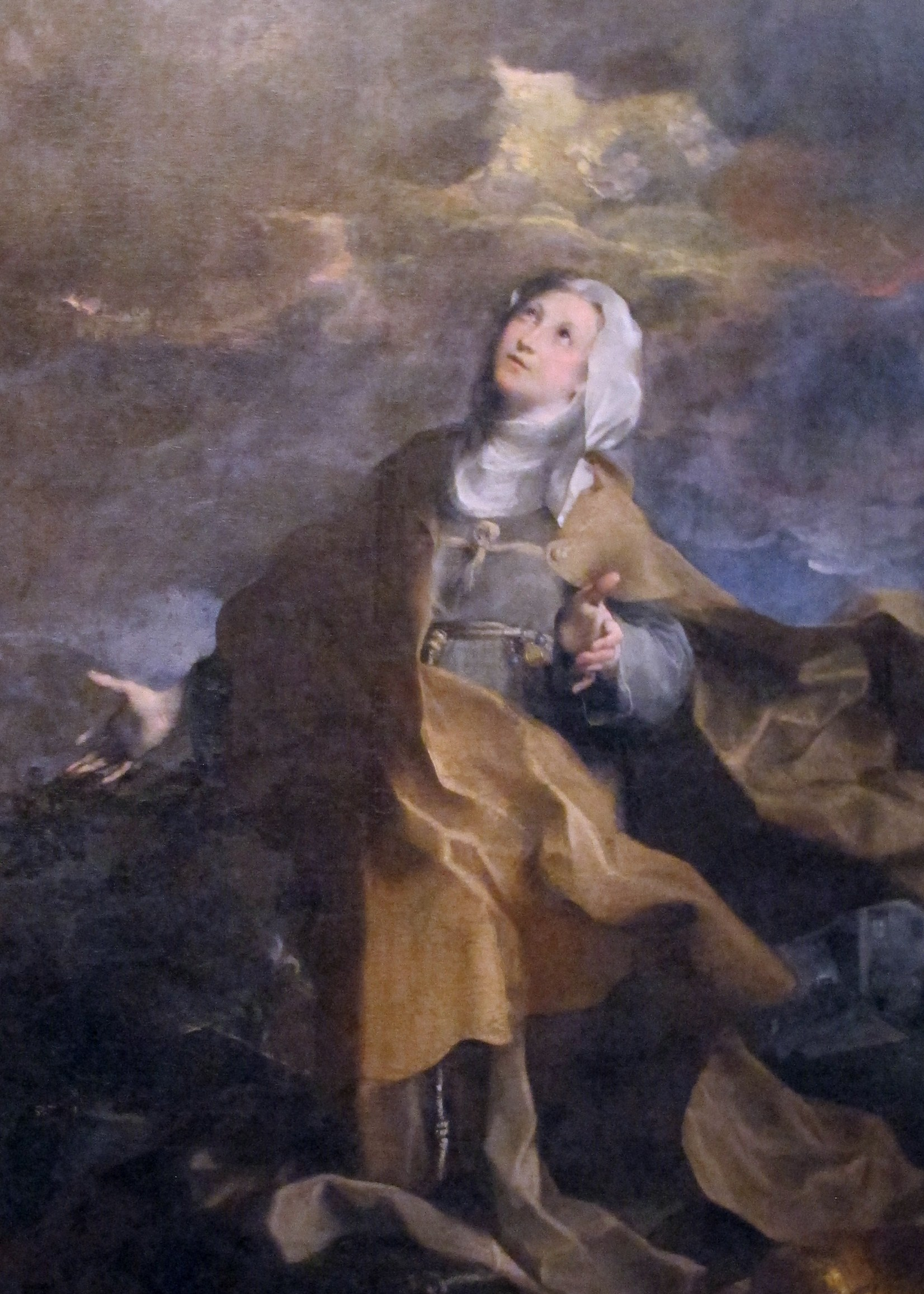
Михелина де Пезаро

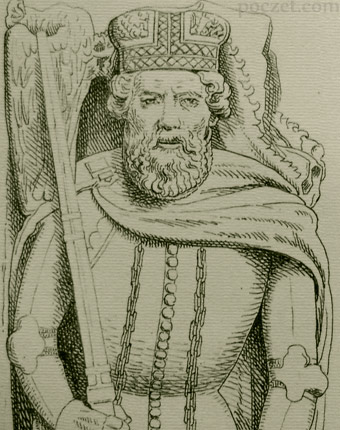
Болеслав II Опольский

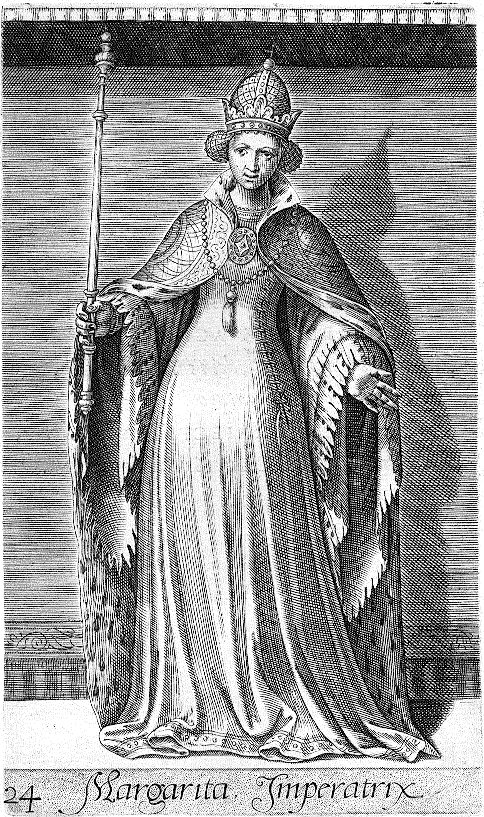
Маргарита I

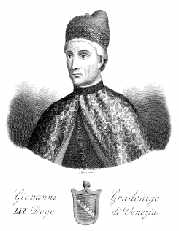
Джованни Градениго

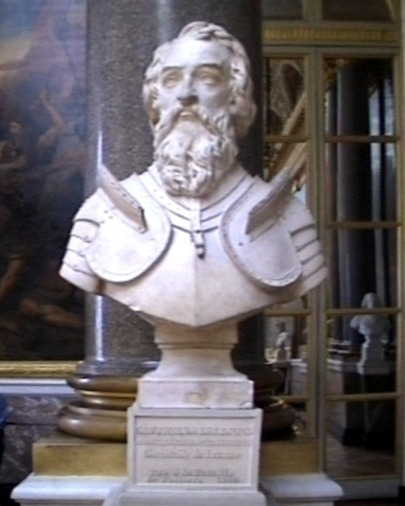
Готье VI де Бриенн

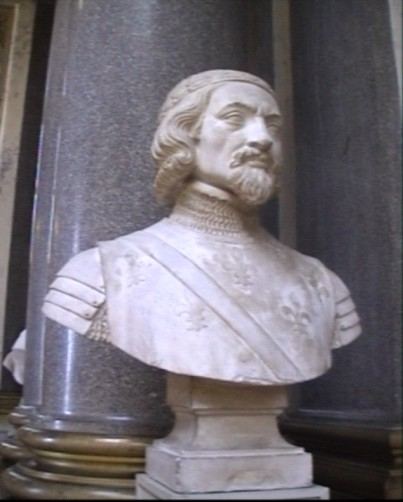
Пьер I де Бурбон

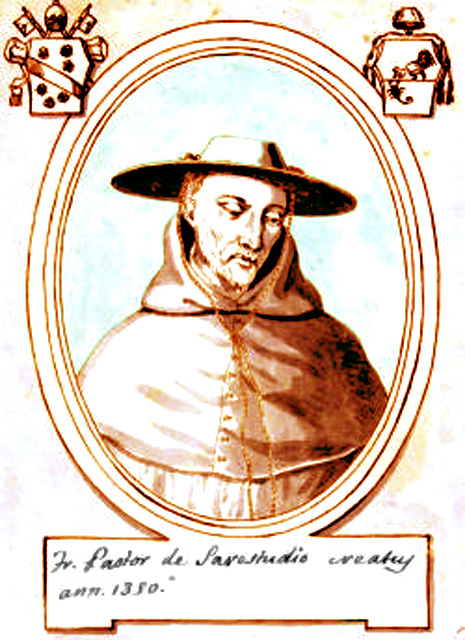
Пастер де Серратс

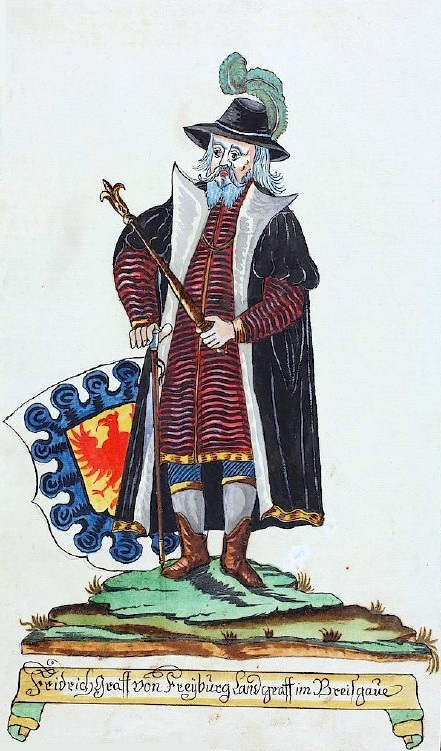
Фридрих фон Фрейбург

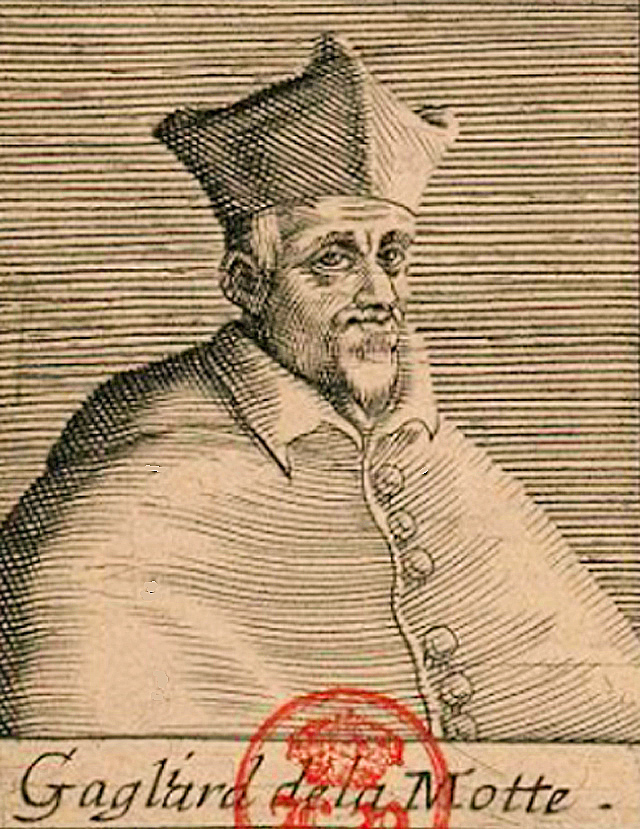
Жиллард де ла Мотте

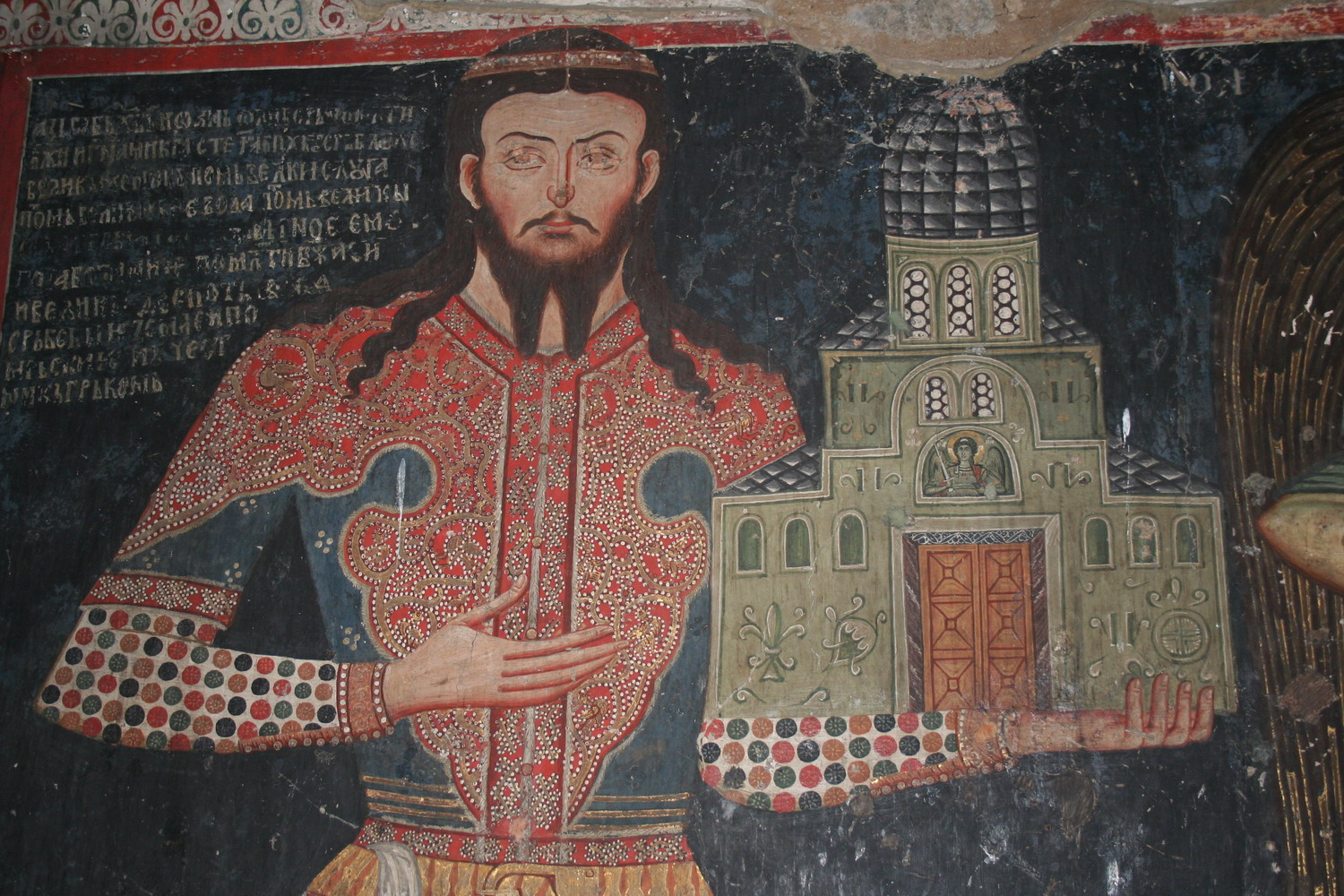
Оливар Йован

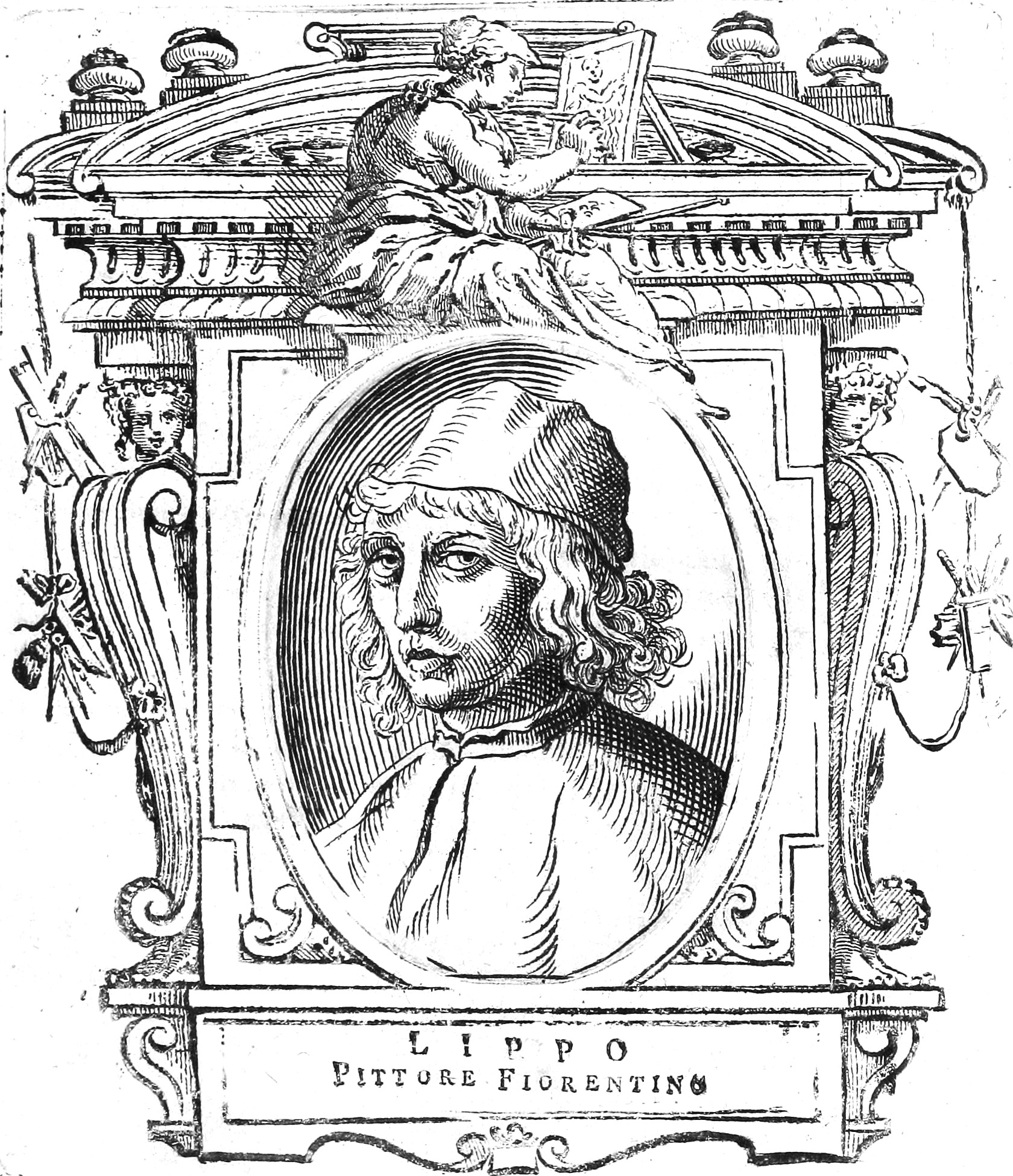
Липпо Мемми

В этой статье представлен список известных людей, умерших в 1356 году.
См. также: Категория:Умершие в 1356 году

## Январь
- 21 января — Иоганн III Виндлок[нем.] — епископ Констанца (1352—1356) (убит)
- 22 января — Гильом I Може[фр.] — епископ Се (1320—1356)
- 25 января — Морис Фиц-Томас Фицджеральд («Морис Великий») — ирландский аристократ, барон Десмонд (1307—1329), первый граф Десмонд (1329—1365), лорд-юстициарий Ирландии (1355—1356), прощённый королём глава восстания против английской короны.
- 26 января — Мартин Афонсо Тело де Менесес[англ.] — португальский дворянин, отец королевы-консорт Португалии Леоноры Теллеш; убит по приказу короля Кастилии Педро Жестокого
- 28 января — Перегрин Саксон[англ.] — викарий Боснии (1340—1349), архиепископ Сплита (1348), епископ Боснии (1349—1356)
- 29 января — Гугиелмо да Кремона[итал.] — епископ Новары (1343—1355)

## Март
- 5 марта — Джон Дарси, английский аристократ, крупный землевладелец из северной части королевства, 2-й барон Дарси из Найта (1347—1356).
- 11 марта — Жан де Бомон — сын графа Голландии Вильгельма I де Эно, брат Вильгельма II де Эно, сеньор Бомон и граф Суассон по праву жены
- 12 марта — Рудольф I — герцог Саксен-Виттенберга (1298—1356), первый курфюрст Саксонии (1356).

## Апрель
- 5 апреля — Жан V д’Аркур — граф д’Омаль (1343—1356), граф д’Аркур (1346—1356): казнен по обвинению в измене.

## Май
- 10 мая — Конрад Великий[нем.] — гражданин Нюрнберга, крупный даритель церкви ради спасения души.
- 19 мая — Гильом Бертран[фр.] — епископ Нойона (1331—1338), епископ Байе (1338—1347), епископ Бове (1347—1356)
- 28 мая — Тибо де Кастильон[фр.] — епископ Базаса (1313—1318), епископ Сента (1318—1348), епископ Лиссабона (1348—1356)

## Июнь
- 8 июня — Элизабет де Балдлесмер[англ.] — жена Эдмунда Мортимера, 1-го барона Мортимер (1316—1331), графиня-консорт Норгемптон (1337—1356), жена Уильяма де Богуна.1-го графа Нортгемптон
- 19 июня — Михелина де Пезаро[фр.] — святая римско-католической церкви
- 21 июня — Болеслав II Опольский — князь опольский (вместе с братом Альбертом) (1313—1323), князь опольский (1323—1356), с 1327 года — наследственный вассал чешской короны.
- 23 июня — Маргарита I — дочь графа Голландии Вильгельма I де Эно, королева-консорт Германии (1324—1347), императрица-консорт Священной Римской империи (1328—1347), герцогиня-консорт Баварии (1324—1347), Жена императора Людовика IV, графиня Голландии, Зеландии и Фрисландии (1345—1354), графиня Геннегау (1345—1356)

## Июль
- 23 июля — Болеслав Цешинский[англ.] — сын Казимира I Цешинского, старший приор в Праге.
- Генрих III[нем.] — епископ Лаванта (1342—1356)

## Август
- 8 августа — Джованни Градениго — венецианский дож (1355—1356).
- 11 августа — Андреас фон Вислица[нем.] — епископ Шверина (1348—1356)
- 27 августа — Беро I — дофин Оверни (1352—1356), сеньор де Меркер (1339—1356) (как Беро XI)

## Сентябрь
- 19 сентября:
  - Готье VI де Бриенн — граф де Бриенн (1311—1356), граф ди Лечче (Готье III) (1311—1356), титулярный герцог Афинский (Готье II) (1311—1356), коннетабль Франции (1356), погиб в Битве при Пуатье, командуя французскими войсками;
  - Жан де Клермон — маршал Франции (1352), погиб в Битве при Пуатье;
  - Жоффруа де Шарни — французский военачальник, писатель и поэт, погиб в Битве при Пуатье;
  - Пьер I де Бурбон — герцог де Бурбон и граф де Клермон-ан-Бовези (1341—1356), Великий камергер Франции (1342—1356); погиб в Битве при Пуатье;
  - Рено IV де Понс — сеньор Риберака и Понса, виконт Карла и части Тюренна; погиб в Битве при Пуатье;
  - Рено V де Понс — сеньор Понса, Риберака и Монфора, виконт Карла и части Тюренна. Сын Рено IV де Понса, погиб в Битве при Пуатье;
  - Роберт Дураццо — сеньор Каппаччо, Муро и Монтальбано; погиб в Битве при Пуатье.

## Октябрь
- 11 октября — Пастер де Серратс[итал.] — епископ Ассизи (1337—1339), архиепископ Амбрёна (1339—1350) кардинал-священник Santi Marcellino e Pietro (1350—1354)
- 19 октября — Жанна де Женевиль (70) — 2-я баронесса Женевиль (1314–1356), графиня-консорт Марч и баронесса-консорт Мортимер, жена Роджера Мортимера, 2-го графа Марч.
- 23 октября или 26 октября — Ричард Толбот — 2-й барон Толбот (1305—1356).

## Ноябрь
- 9 ноября — Фридрих[нем.] — граф Фрайбурга (1350—1356)
- Жоффруа д’Аркур — виконт де Сен-совер, французский, затем английский военачальник, погиб в битве за город Кутанс

## Декабрь
- 20 декабря — Жиллард де ла Мотте[фр.] — архиепископ Тулузы (1305—1317), кардинал-дьякон Santa Lucia in Silice (1316—1356)
- 27 декабря — Кристина Эбнер[англ.] — немецкая доминиканская монахиня, писательница-мистик

## Дата неизвестна или требует уточнения
- Абу-л-Фатх[англ.] — еврейский самаритянский летописец
- Бартоломей Брюгге[англ.] — фламандский врач и естествоиспытатель
- Василий Иванович — князь брянский (1356)
- Вилем I из Ландштейна — чешский дворянин, Высочайший бургграф Чешского королевства (1351—1356)
- Григорий Прелюб — сербский аристократ и воевода, захвативший Фессалию, губернатор Фессалии (1348—1356), погиб в схватке с албанскими племенами.
- Жан Шандорат[фр.] — епископ Ле-Пюи (1342—1358).
- Изабелла Ле Диспенсер[англ.] — дочь Хью ле Диспенсера Младшего, графиня-консорт Арунделл (1331—1344), жена графа Ричарда Фицалана, 10-го графа Арунделл. Брак аннулирован в 1344 году.
- Иоганн III, герцог Саксен-Лауэнбурга (1343—1356)
- Йован Оливер — сербский феодал, «великий воевода», севастократор и деспот короля Стефана Уроша Душана
- Иоганн IV[нем.] — граф Ольденбурга (1345—1356)
- Киракос Ерзнкаци — армянский богослов, поэт, церковный деятель
- Лжевальдемар — самозванец, выдававший себя за маркграфа Бранденбурга Вальдемара.
- Липпо Мемми — итальянский художник, сиенская школа.
- Муса-бей Караманид — правитель бейлика Караманогуллары (1312—1332, 1352—1356)
- Насируддин Чираг Дехлави[англ.] — мусульманский поэт и суфийский святой
- Ормр Аслакссон[англ.] — епископ Холара (Исландия) (1343—1356)
- Пьер Сакконе Тариати ди Пьетрамала[англ.] — итальянский кондотьер
- Пьер де Трейгни[фр.] — епископ Санлиса (1351—1356)
- Пьер II де Грайи — капталь де Бюш (по правам жены), сеньор де Грайли, виконт Беножа и Кастийона. Состоял на службе английского короля, участвовал в сражениях Столетней войны.
- Роберт де Лечестре[англ.] — мастер валков в Ирландии (1350—1356)
- Роджер Хиллари[англ.] — английский юрист, главный судья общей юрисдикции (1341—1342, 1354—1356)
- София Бранденбург-Штендальская[англ.] — дочь маркграфа Бранденбург-Штендальского Генриха I, герцогиня-консорт Брауншвейг-Гёттингенская (1327—1345), герцогиня-консорт Брауншвейг-Вольфенбюттелская (1345—1356), как жена Магнуса I
- Томас де Рокеби[англ.] — юстициарий Ирландии (1349—1355, 1356)
- Уильям Бритон[англ.] — бретанский францисканский теолог
- Харихара I[англ.] — основатель и первый правитель Виджаянагарской империи (1336—1356)
- Хасан Бузург — первый правитель (султан) Ирака и Ирана из династии Джелаиридов (1336—1356).
- Чжэн Юньдуань, китайская поэтесса.
- Шамс Табраиз[англ.] — исламский миссионер, проповедовавший в Синде, исмаилитский святой.